# Лоран, Пьер (политик)
Пьер Лора́н (фр. Pierre Laurent; род. 1 июля 1957, Париж) — французский политический деятель, с 2010 председатель (национальный секретарь) Французской компартии. Также является председателем Партии европейских левых.

## Биография
Родился в семье видного руководителя Французской коммунистической партии и члена Национального собрания Франции Поля Лорана.
В период обучения в Париже вступил в Союз студентов-коммунистов, в период с 1982 по 1985 возглавлял эту организацию. После окончания учёбы работал журналистом в «Юманите». Начав с работы редактора экономического раздела, в 1999 стал главным редактором, а в 2000 управляющим редактором издания.
На XXX съезде Французской компартии (2000) избран в Национальный совет партии. В 2009 стал основным автором резолюции XXXIII съезда ФКП. После этого был назначен Национальным координатором партии.
В 2010 возглавил список Левого фронта на региональных выборах в регионе Иль-де-Франс, по результатам выборов получив 6,55 % голосов.
В июне 2010 на XXXV Съезде избран Национальным секретарём Французской коммунистической партии.
С 5 декабря 2010 лидер «Европейских левых» (по 17 декабря 2016 года).
С 20.09.2012 сенатор Франции от Парижа.